# 加马列亚流行病与微生物学国家研究中心
加马列亚流行病与微生物学国家研究中心（俄语：Национальный исследовательский центр эпидемиологии и микробиологии имени почётного академика Н. Ф. Гамалеи），是一家位于俄罗斯莫斯科的疫苗研究机构，隶属于俄罗斯联邦卫生部，该中心始建于1891年，以俄罗斯知名科学家、微生物学和疫苗研究先驱、苏联科学院名誉院士、苏联医学科学院院士尼古拉·加马列亚的名字命名。目前，该中心正协同俄罗斯联邦国防部、俄罗斯国家病毒学与生物技术研究中心等机构开发新冠疫苗以应对2019冠状病毒病疫情。2020年8月11日，俄罗斯卫生部宣布注册该中心开发的加马列亚新冠疫苗。

## 外部連結
- .   [2020-05-23]. （原始内容存档于2019-11-20）.
- Пронин А. В.  (PDF). Международная ассоциация специалистов в области инфекций (МАСОИ).   [2020-05-23]. （原始内容 (PDF)存档于2017-11-16）.
- YouTube上的ФНИЦЭМ им. Н. Ф. Гамалеи